# 病毒性疾病
病毒性疾病（viral disease；viral infection；infectious disease）发生时，生物体被病原体侵入，感染性病毒颗粒附着并进入易感细胞。

## 诊断和治疗
病毒性疾病通常通过临床表现来检测，例如发烧前的严重肌肉和关节疼痛，或皮疹和淋巴腺肿大。实验室检查不能直接有效地检测病毒感染，因为病毒本身不会增加白细胞计数。然而，实验室研究可用于诊断相关的细菌感染。病毒感染通常持续时间有限，因此治疗通常会使用解热镇痛药减轻症状。

### 引用
1. ↑  Taylor, M.P.; Kobiler, O.; Enquist, L. W. . Proceedings of the National Academy of Sciences (PNAS). 2012, 106: 17046–17051  [2019-06-13]. PMC 3479527 . doi:10.1073/pnas.1212926109. （原始内容存档于2019-03-30）.
2. ↑  . Web Health Centre.   [2013-08-15]. （原始内容存档于2013-08-05）.